# Iodat de liti

Iodat de liti

El iodat de liti és un compost inorgànic, una sal, que conté l'anió iodat {\displaystyle {\ce {IO3-}}} i el catió liti {\displaystyle {\ce {Li+}}}, la qual fórmula química és {\displaystyle {\ce {LiIO3}}}.
L'estructura cristal·lina del iodat de liti és hexagonal, amb dues molècules per cada cel·la unitat. El grup espacial assignat és {\displaystyle {\ce {D6^6}}}. L'estructura es basa en l'embalatge hexagonal més proper, amb els àtoms de liti i els de iode situats dins dels octaedres d'oxígens. Les distàncies atòmiques són Li — O i I — O = 223 pm amb octaedres de liti que comparteixen cares entre elles, una de liti i un octàedre de iode que només comparteixen arestes i dues cantonades només de octaedres de iode.
Forma cristalls òpticament actius, l'índex de refracció depèn de la direcció de polarització i la propagació de la llum (birefringència o anisotropia òptica). Per a la llum de longitud d'ona 632,8 nm el seu índex de refracció ordinari val n0 = 1,8815 i l'extraordinari ne = 1,7351, essent la birefringència Δn = ne − no = –0,1464, uniàxic negatiu. Aquests cristalls de iodat de liti són de gran interès científic i tecnològic degut a les seves aplicacions en el camp de l'òptica no lineal i en dispositius piezoelèctrics.